# Judo aux Jeux du Commonwealth
Les compétitions de judo font partie du programme des Jeux du Commonwealth. Cette discipline apparait pour la première fois au programme des Jeux en 1990. Elle est ensuite présente en 2002 puis 2014.

## Éditions
| Édition | Ville      | Pays             |
| ------- | ---------- | ---------------- |
| 1990    | Auckland   | Nouvelle-Zélande |
| 2002    | Manchester | Angleterre       |
| 2014    | Glasgow    | Écosse           |
| 2022    | Birmingham | Angleterre       |

## Médailles par pays
à jour après les Jeux de 2014
| Rang  | Nation           | Or | Argent | Bronze | Total |
| ----- | ---------------- | -- | ------ | ------ | ----- |
|       | Angleterre       | 28 | 8      | 6      | 42    |
|       | Écosse           | 8  | 8      | 15     | 31    |
|       | Canada           | 2  | 8      | 11     | 21    |
|       | Australie        | 2  | 3      | 13     | 18    |
|       | Nouvelle-Zélande | 1  | 4      | 6      | 11    |
|       | Pays de Galles   | 1  | 3      | 9      | 13    |
|       | Afrique du Sud   | 1  | 1      | 2      | 4     |
|       | Fidji            | 1  | 0      | 1      | 2     |
|       | Inde             | 0  | 3      | 5      | 8     |
|       | Chypre           | 0  | 2      | 0      | 2     |
|       | Nigeria          | 0  | 1      | 5      | 6     |
|       | Cameroun         | 0  | 1      | 3      | 4     |
|       | Irlande du Nord  | 0  | 1      | 3      | 4     |
|       | Pakistan         | 0  | 1      | 0      | 1     |
|       | Maurice          | 0  | 0      | 2      | 2     |
|       | Ghana            | 0  | 0      | 1      | 1     |
|       | Malte            | 0  | 0      | 1      | 1     |
|       | Zambie           | 0  | 0      | 1      | 1     |
| Total | Total            | 44 | 44     | 84     | 172   |